# Xylaria tuberiformis
Xylaria tuberiformis är en svampart som beskrevs av Berk. 1855. Xylaria tuberiformis ingår i släktet Xylaria och familjen kolkärnsvampar.   Inga underarter finns listade i Catalogue of Life.